# J.L.C. Pompe van Meerdervoort
Johannes Lijdius Catharinus Pompe van Meerdervoort (ur. 5 maja 1829 w Brugii, zm. 7 października 1908 w Brukseli) – holenderski lekarz praktykujący w Nagasaki w Japonii. Nauczał medycyny, chemii i fotografii, założył szkołę medyczną i szpital.
Urodził się w arystokratycznej rodzinie pochodzącej z Dordrechtu, jako syn oficera holenderskiej armii, Johana Antoine’a Pompego van Meerdervoorta z Lejdy i Johanny Wilhelminy Hendriki de Moulin z Kampen. Studiował medycynę w wojskowej szkole medycznej w Utrechcie, którą ukończył w 1849 roku jako chirurg. Następnie wyruszył w podróż do Japonii i osiedlił się w Dejima (holenderskiej enklawie w Nagasaki), i przebywał tam od 1857 do 1863. W 1867 roku Pompe opublikował książkę zatytułowaną Vijf jaren in Japan (Pięć lat w Japonii). Na prośbę japońskich władz Pompe założył szpital zgodny ze standardami europejskimi, ze 124 łóżkami, i szkołę medyczną. Jego asystentami byli Matsumoto Ryōjun i Shiba Ryōkai. W 1865 roku nazwę szkoły zmieniono na Seitoku-Kan, a po restauracji Meiji dała początek Szkole Medycznej Uniwersytetu Nagasaki.
Pompe kontynuował nauczanie fotografii w Japonii, rozpoczęte przez J.K. van den Broeka. Jednym z uczniów Pompego był Ueno Hikoma, jeden z pierwszych profesjonalnych japońskich fotografów, a także Uchida Kuichi, pierwszy fotograf Cesarza Japonii.

## Prace

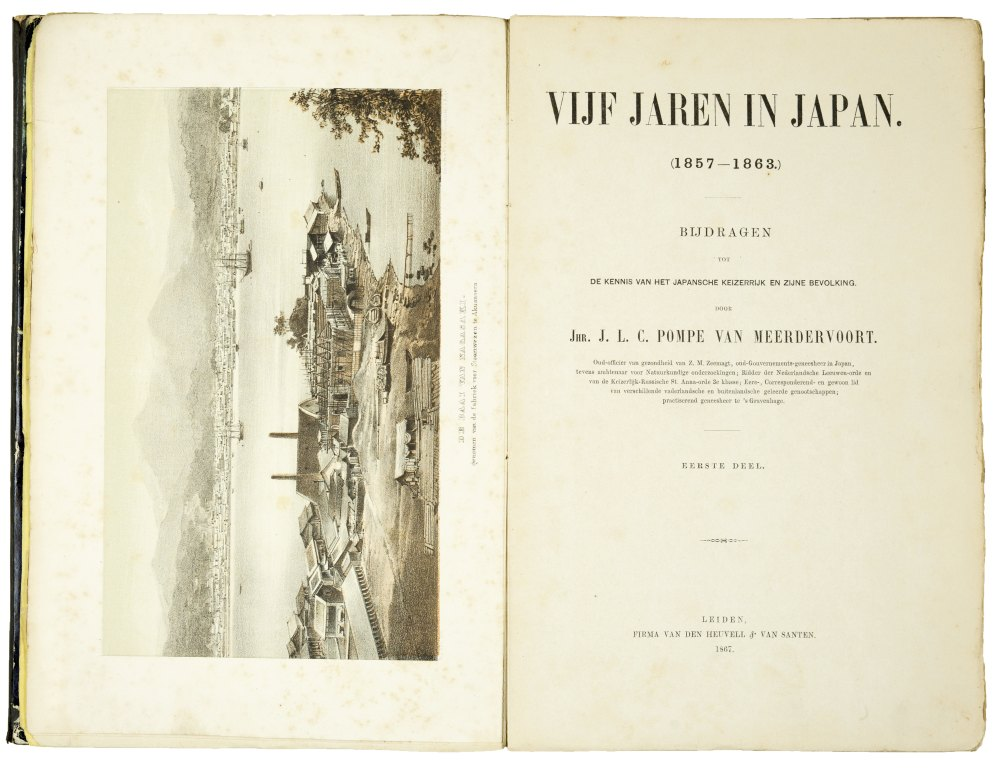
Strona tytułowa I tomu Vijf jaren in Japan

- Beknopte handleiding tot de Geneesmiddelleer : ten gebruike van de Keizerlijke Japansche Geneeskundige School te Nagasaki. Desima : Nederlandsche Drukkerij, 1862
- Vijf jaren in Japan (1857-1863). Bijdragen tot de kennis van het Japansche keizerrijk en zijne bevolking. 2 Volumes (1. deel, 2. deel). Van den Heuvel & Van Santen, Leiden 1867-1868
- Notices sur l'introduction de ver a soie du chine du Japon (bombyx yama-mai guer. men.) en Europe. M.J. Visser, 1863.